# Randaberg
Randaberg je grad i središte istoimene općine u okrugu Rogaland (Norveška), a nalazi se oko 10 kilometara sjevernije od grada Stavangera. Općina Randaberg se odvojila od mjesta Hetland 1. srpnja 1922. U ovoj općini se mogu naći najsjeverniji dijelovi gradova Stavanger i Sandnes. 

## Opći podaci

### Ime
Općina (u početku se zvala Župa) je dobila ime prema starom poljoprivrednom gospodarstvu Randaberg (Staronordijski jezik: Randaberg), od vremena kada je prva crkva sagrađena u tom kraju. Ime dolazi od riječi rönd, što bi u prijevodu značilo rub, ivica ili granica, te riječi berg, što znači planina. 

### Grb
Grb Randaberga potječe iz modernih vremena i odobren je 26. lipnja 1981. Grb prikazuje 14 srebrnih novčića na plavom polju. Novčići se nalaze na rubovima, jer samo ime Randaberga dolazi od riječi rub, ivica ili granica. Ti srebrni novčići su simbol kuglastog kamenja, koji se mogu naći u ogromnom broju na plažama Randaberga.

### Povijest
Vjeruje se da jedni od prvih doseljenika u Norvešku, upravo se doselili u krajevima oko Randaberga i to negdje prije 12 000 godina. U blizini Randaberga nalazi se pećina Svarthola, koja je bila sklonište za grupu od 25 ljudi, čiji ostaci potječu iz 6 000 pr. Kr. Ti su ljudi u početku bili lovci i sakupljači plodova, da bi negdje oko 4 000 pr. Kr. počeli s poljoprivredom, a oko 2 000 pr. Kr. poljoprivreda im je bilo glavno zanimanje. 

### Privreda
Randaberg je još uvijek značaj poljoprivredni kraj, pa se tako u tom kraju proizvodi oko 80% norveškog peršina. Prvi mladi krumpiri rastu upravo u Randabergu, pa se prema tradiciji poklanjaju kraljevskoj obitelji. Postoje uglavnom 3 glavna predgrađa, gdje ljudi iz ove općine uglavnom žive i to su Sentrum (310 kuća), Viste Hageby (315 kuća) i Grødem (135 kuća). U zadnje vrijeme sve je jača metalna industrija. 

### Znamenitosti
Tokom ljeta plaže u okolici Randaberga su vrlo posjećene i među najljepšima su u okrugu Stavanger, kao na primjer Sandestraen i Vistestraen. Hålandsvannet je malo jezero, koje je isto popularno kod plivača. 